# Dircenna obfuscata
Dircenna obfuscata är en fjärilsart som beskrevs av Butler 1873. Dircenna obfuscata ingår i släktet Dircenna och familjen praktfjärilar. Inga underarter finns listade i Catalogue of Life.